# ینگه‌قلعه هودانلو
ینگه قلعه هودانلو، روستایی است از توابع بخش مرکزی شهرستان قوچان در استان خراسان رضوی ایران.

## زبان و فرهنگ
اکثریت مردم روستا ، به زبان ترکی سخن میگویند و معدودی هم به زبان کرمانجی سخن میگویند .

## جمعیت
این روستا در دهستان سودلانه قرار داشته و بر اساس سرشماری سال 1390 جمعیت آن 419 نفر (116 خانوار)
بوده است.